# Моквин (Березнівська міська громада)
Мокви́н (у 1964—1990 роках — смт Першотравневе) — село в Україні, у Рівненському районі Рівненської області. Розташоване на річці Случ, 25 км від залізничної станції Моквин на лінії Рівне — Сарни.

## Географія
Моквин — село у складі Березнівської громади. колишній центр сільської ради, розташоване за 7 км від центру громади, населення — 2395 жителів [Архівовано 22 серпня 2018 у Wayback Machine.].
Територія села розташована в північній частині Рівненської області на 51 північної широти і 27 східної довготи в південній частині Поліської низовини. Село лежить на західній окраїні Східно — Європейської платформи, у межах Волино-Подільської плити, клімат помірно — континентальний в зоні мішаних лісів.

## Етимологія (Походження назви села)
За переказами, місце, де розташоване село, було мокре, заболочене. Звідси походить його назва.

## Археологічна пам'ятка Майдан-Моквинський
На території колишнього хутора Майдан-Моквинський (тепер об'єднаного з Моквином) в урочищі Острівок в 1938 році польським археологом Тадеушем Сулімирським розкопано поселення городоцько-здовбицької культури, шнурової кераміки.
Історики стверджують, що на нашій території жили племена волинян, древлян, кривичів, дреговичів.

## Історія
Вперше Моквин згадується в документах 1564 року, як власність князя Богуша Федоровича Корецького.
В 1583 році тут налічувалося 30 домів. Під час селянсько-козацького повстання під проводом Северина Наливайка (1594—1596 рр.) повстанці на чолі з Григорієм Лободою захопили Моквин. В той час Моквин належав польським панам Валєвським. Разом з повстанцями проти місцевої шляхти виступили і мешканці Моквина.
У 1629 році в селі нараховувалося 79 домів.
У 1750 році власники Моквина — Любомирські збудували католицьку каплицю.
На початку ХІХ ст. в Моквині існувала суконна мануфактура, яка випускала продукції на суму 3325 карбованців в рік.
В 1848 році поміщик Требуховський збудував цегляну Михайлівську церкву.
З 1866 року село Моквин було волосним центром. Якщо на початку 60-х років XIX століття тут проживало 435 осіб, то в 1897 році — вже 1683.
У 1895 році місцевий поміщик Броніслав Понінський-Валевський збудував у селі папірню для виготовлення обгорткового паперу.
Підприємство і дотепер працює як Моквинська паперова фабрика.
З 1867 року діяла парафіяльна школа, в 1909 р. — однокласне сільське училище.
За часів Другої Речі Посполитої з 1925 по 1939 роки село відносилося до Березнівської гміни Костопільського повіту.

### Село в роки Другої світової війни

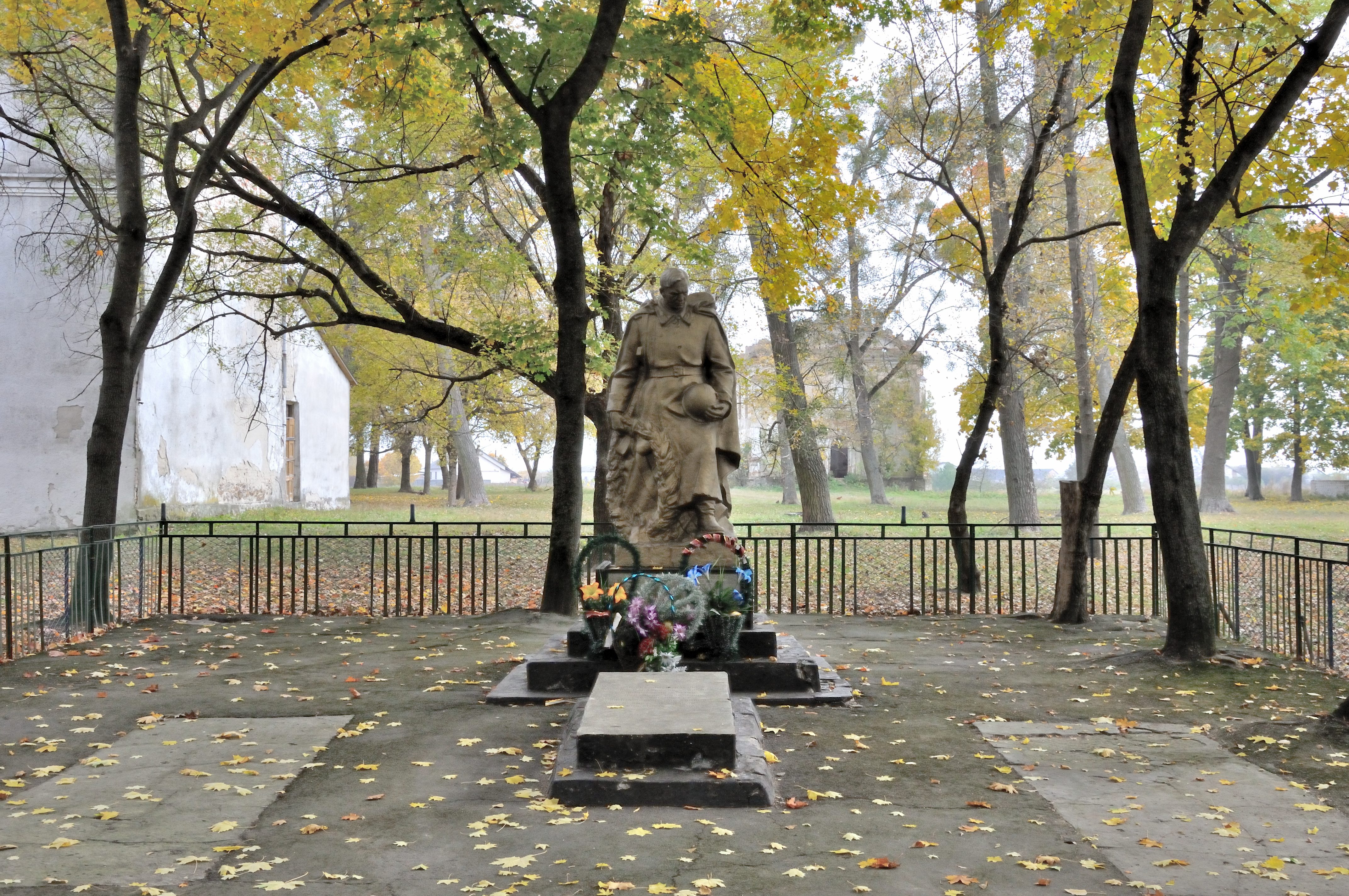
Братська могила радянських воїнів і пам'ятник воїнам-односельчанам, с. Моквин, смт. Першотравневе.jpg

Та настала лихолітня війна. Моквинцям довелося братися до зброї. 5 липня 1941 року до села вдерлися частини вермахту. Мешканці села вимушено допомагали партизанам, що часто навідувалися до села, щоб покарати тих, хто співпрацював з німцями, знищити ворожий гарнізон. Багато моквинців, після окупації села сталіністами, пішли в Червону Армію, щоб далі громити ненависників. Шість односельчан були учасниками штурму Берліна, 14 чоловік відзначено урядовими нагородами, 86 моквинців полягли смертю хоробрих.

#### Солдати безсмертя

##### Войхевич Михайло Григорович
Народився 8 листопада 1921 року у м. Миколаєві.Перед війною працював на Миколаївському суднобудівному заводі. На фронт пішов зразу ж в 1941 році. Після закінчення танкової школи добровольцем пішов на фронт. Воював у 131 танковому полку. Захищав Вінницю, Хмельницький, Харків. У складі секретної частини № 7 тримав оборону Джанкоя, Севастополя, Сімферополя. З 1944 року воював на Білоруському фронті. Командував батареєю, визволяючи землі Південної Прусії. Брав участь у взятті Берліна. Демобілізований в 1946 році. До виходу на пенсію працював на Моквинській паперовій фабриці. Помер у 1996 році. Нагороди:
- Орден Слави ІІІ ступеня
- Орден Великої Вітчизняної війни І ступеня
- Орден «За особисту мужність»

##### Залужний Денис Іванович
Народився 4 червня 1922 року в с. Моквин Березніського району Рівненської області. В 1941 році, коли нацистська Німеччина розпочала війну з СРСР, сімнадцятирічного хлопчину забрали на фронт. Денис Іванович пробув на війні пів року: граната відірвала йому ліву руку, а на правій — лишила три пальці. Після закінчення війни він пішов працювати до сільського колгоспу. Все своє життя він присвятив сім'ї та сільському господарству. Помер весною 1998 року. Нагороди:
- «Орден Вітчизняної війни І ступеня»

Ювілейні медалі:
- «40 років Перемоги у Великій Вітчизняній війні 1941—1945 рр.»
- «50 років Перемоги у Великій Вітчизняній війні 1941—1945 рр.»
- «60 років Збройних сил СРСР»
- «70 років Збройних сил СРСР»

##### Кравчук Григорій Петрович
Народився в 1923 році в селі Моквин Березнівського району Рівненської області. В 1944 році був призваний на фронт. Служив розвідником 14 запасного стрілецького полку, а згодом 46 гвардійського стрілецького полку. Брав участь у багатьох військових операціях.
31 січня 1945 року отримав поранення в ногу. День Перемоги зустрів у Берліні.
Після війни повернувся в рідне село, одружився, проживав на хуторі Лукавець, що належить до Моквинської сільської ради. Усе життя чесно і добросовісно трудився. Помер Григорій Петрович 13 вересня 2005 року. Нагороди:
- Орден Вітчизняної війни
- Дві медалі «За відвагу»
- Медаль «За бойові заслуги»

##### Попач Йосип Павлович
Народився 18 жовтня 1926 року в селі Лінчин Березнівського району Рівненської області. До війни працював на хлібопекарні у селищі Березне. У 1944 році був мобілізований на фронт. Служив у 277-й дивізії 850-го стрілецького полку. Довелося воювати на фронтах сусідньої Білорусі, Литви; звільняв від японців м. Мулін (у Маньчжурії). З військової служби додому повернувся 3 квітня 1950 року. Після повернення працював на Моквинській паперовій фабриці. Помер 26 квітня 2002 року.
Нагороди:
- Орден Вітчизняної війни ІІ ступеня
- Орден «Знак пошани»
- Дві медалі «За відвагу»

Соціальний статус: інвалід війни 2-ї групи.

##### Ярмольчук Михайло Павлович
Народився 7 червня 1922 року в с. Моквин. У січні 1944 року був мобілізований на фронт. Служив у 1643 запасному стрілецькому полку 63 навчального стрілецького батальйону. З 03.1944 по 05.1945 був переведений у 219-ту танкову бригаду. 24.04.1945 року отримав поранення в голову. Демобілізувався у березні 1947 року. Після війни працював на Моквинській паперовій фабриці. Помер у 2002 році.
Нагороди:
- Орден Вітчизняної війни ІІ ступеня
- Медаль «За відвагу»
- Медаль «За Перемогу над Німеччиною у Великій Вітчизняній війні 1941—1945 рр»
- Медаль «Захиснику Вітчизни»
- Пам'ятний знак «50 років визволення України»

Ювілейні медалі:
- «20 років Перемоги у Великій Вітчизняній війні 1941—1945 рр.»
- «30 років Перемоги у Великій Вітчизняній війні 1941—1945 рр.»
- «40 років Перемоги у Великій Вітчизняній війні 1941—1945 рр.»
- «50 років Перемоги у Великій Вітчизняній війні 1941—1945 рр.»
- «50 років Збройних сил СРСР»
- «60 років Збройних сил СРСР»
- «70 років Збройних сил СРСР»

Соціальний статус: Інвалід війни 2-ї групи.

### Село в складі СРСР 1939—1991рр.
- 1939 р. — до села увійшла Червона армія. Встановлена Радянська влада.
- 1948 р. — організовано 3 колгоспи: ім. 11-го з'їзду ВЛКСМ; ім. Сталіна; в центральній садибі першим головою був Рудіон Павло Микитович.
- 1950—1954 рр. — колгоспи об'єднано в одне господарство ім. Кірова.
- 1945—1957 рр. — на кошти паперової фабрики збудовано: клуб на 250 місць; їдальня на 25 чол.; два магазини; 7 житлових будинків; два відбудовано; дитячий садок, дитячі ясла; приколійний склад на ст. Моквин.
- 1959 р. — село віднесено до категорії селищ міського типу.
- 1963—1965 рр. — побудовано інфекційну лікарню.
- У 1964 році населений пункт отримав назву Першотравневе[2] (ця назва була популярною в радянські часи). У 1990 році Першотравневе знову перейменовано на Моквин та віднесене до категорії села.
- 1970—1978 рр. — голова колгоспу Довмат І. Ф. Збудовано колгоспну контору, тракторний стан, придбані автомобілі, комбайни, трактори та ін.
- 1974 р. — добудовано школу, що дало можливість перейти на однозмінне навчання; створено 23 навчальних кабінети; директор школи — Карпінська О. П.
- 1970-ті рр. — директор фабрики Гораш Петро Олексійович; збудовано 8-квартирний будинок, ресторан, магазин, встановлено нову папероробну машину — директор Козинський А.
- 1988 р. — збудовано нове приміщення селищної ради; голова Хоменко Ю. К.,секретар Романович Г. Д.

### Село в складі Незалежної України
У 1992 році за кошти парафіян збудовано Свято-Михайлівську церкву.
1995 р. — відбулася газифікація с. Моквин.
2001 р. — Моквинська середня школа набула статусу гімназії.
2012 р. — побудований і відкритий пам'ятник воїнам УПА. Сьогодні в селі є Моквинський НВК «гімназія — загальноосвітня школа І ступеня», амбулаторія загальної практики/сімейної медицини, сільський будинок культури, публічно — шкільна бібліотека, 12 магазинів та 1 об'єкт громадського харчування.
Виробничий потенціал представляють підприємства: паперова фабрика, цегельний завод, цехи з виробництва піноблоків, столярних виробів, СФГ «Нива».
Новий Моквин — село, розташоване за 11 км від районного центру, населення — 564 жителі. Населений пункт, що розташовані на відстані 5 км від с. Моквин. Назва утворена від двох слів «новий» і «моквин» — нове поселення. Сьогодні в селі є фельдшерсько-акушерський пункт, сільський клуб, 3 магазини.
12 червня 2020 року, відповідно до розпорядження Кабінету Міністрів України № 722-р від «Про визначення адміністративних центрів та затвердження територій територіальних громад Рівненської області», увійшло до складу Березнівської міської громади.
19 липня 2020 року, в результаті адміністративно-територіальної реформи та ліквідації Березнівського району, село увійшло до складу Дубенського району.

## Населення
За переписом населення 2001 року в Моквині проживало 2389 осіб.

### Мова
Рідною мовою назвали:
| Мова       | Відсоток |
| ---------- | -------- |
| українська | 99,67 %  |
| російська  | 0,29 %   |
| білоруська | 0,04 %   |

## Освіта
До 1922 року в селі Моквин школи не було. Подолання неграмотності розпочалося з навчання дітей в орендованих будинках.
- 1922 рік — у село прибув вчитель Момот Федір Федотович, який вчителював до 1946 року. Похований на кладовищі в селі Моквин.
- 1927 рік — вчила дітей Киякова Ядвіга Іванівна (з 1931 року Якубовська).
- 1930 рік — прибув в село вчитель Владислав Якубовський. У тісному приміщенні він навчав три групи людей (38 учнів).
- 1932—1934 роки — Будівництво триповерхової школи в Моквині.
- 1943 рік — школу було спалено.
- 1944—1949 роки — школярів навчали у приватному будинку по вулиці Надслучанській 14 місцеві жителі Харчук Софія Іванівна, Рудіон Петро Михайлович, Галайчук Єва Хомівна, Лелюк Надія Кіндратівна, Чернюшок Володимир Михайлович, які не мали педагогічної освіти.
- 1946 рік — у село прибули вчителі Ходико (Чернюшок) Стефанія Тимофіївна та Моклюк Марія Антонівна.
- 1948—1949 роки — педколектив школи поповнили Гончар Ніна Володимирівна, Моцна Юлія Петрівна, Власик Надія Марківна, Павлюченко Любов Архіпівна, Карпінська Надія Гордіївна.
- 1949 рік — відбувся перший випуск учнів 7 класу (12 чоловік).
- 1950 рік — повністю було відбудовано школу. У ній працювало 15 вчителів і навчалося 416 учнів.
- 1954 рік — 17 учнів 10 класу, класний керівник Анісімова Галина Василівна, було випущено зі школи.
- 1961 рік — у школі навчалося 492 учні. В 9-11 класах було введено виробниче навчання, де учні здобували спеціальності слюсаря, токаря, паперовика.
- 1968 рік — введено посаду організатора позакласної та позашкільної роботи. Вперше цю посаду обіймала Ткаченко Марія Іванівна, а з 1971 року — Кравчук Георгій Васильович.
- 1972 рік — навчалося 778 учнів, працювало 52 вчителі.
- 1974 рік — добудовано приміщення школи. Навчання стало здійснюватись за кабінетною системою, в одну зміну.
- Під час урочистого відкриття школи в нішу стіни було покладено лист «Нащадкам 2017 року».
- 1985 рік — у школі навчається 580 учнів, працює 43 вчителі. При школі діє інтернат на 22 учні.
- 2001 рік — згідно розпорядження голови районної держадміністрації № 297 від 23 липня 2001 року «Про реорганізацію Моквинської загальноосвітньої школи І-ІІІ ступенів у гімназію», створено заклад нового типу, де навчається 538 учнів, працює 56 вчителів.
- 2005 рік — згідно розпорядження голови районної держадміністрації № 14 від 12 січня 2005 року Моквинська загальноосвітня гімназія реорганізована в НВК «Гімназія-загальноосвітня школа І ступеня»

## Культура

### Бібліотека
Публічно-шкільна бібліотека — філія с. Моквин КЗ «Березнівська централізована система публічно-шкільних бібліотек». Водночас вона є складовою Моквинського культурно-дозвіллєвого комплексу (КДК). Бібліотека має документально-інформаційний фонд, який є універсальний за змістом і складає 8590 примірників документів, яким щорічно користуються понад 500 читачів. Бібліотека тісно співпрацює з усіма установами та громадськими організаціями села, бере активну участь у всіх акціях, що проводяться.

#### Історія бібліотеки
В кінці 1939 р., на початку 1940 року в Моквині організовано хату — читальню, у якій нараховувалось до 200 книг. Працювала тоді завідувачкою (Лемех) Зайко Віра Давидівна 1925 року народження, уродженка с. Моквин.
З настанням лихоліття війни в 1942 році хату-читальню було закрито, книги зберігалися і на фабриці, і по домівках односельчан, а сама завідувачка була евакуйована з села.
В 1946 році відновила свою роботу хата-читальня. Розміщена вона була у приміщенні сільської ради. Завідувачами були Лисецька Надія, Удодік Юрій, Рудіон Євстафій. Молодь організовувала в хаті-читальні колективні читання книг, проводила лекції, читки газет. Книжковий фонд почав зростати.
В 1950 році з хати-читальні була створена сільська бібліотека, якою завідувала Панасюк Любов Федорівна, 1927 року народження, уродженка Вінницької області Гайсинського району.
На хуторі Путовща, нині с. Новий Моквин, у селянській хаті Кравчук Марти було створено клуб і Панасюк Л. Ф. переведено зав. клубом, а бібліотеку очолила молода дівчина Савчук Галина Леонтівна 1936 р. народження, жителька с. Моквин, яка згодом переїхала в Донецьку область. Книжковий фонд бібліотеки нараховував до півтори тисячі книг, читачів — 120.
З відбудовою народного господарства, держава почала відбудовувати і культуру, виділялись кошти на книги, періодику, обладнання для бібліотек.
2 серпня 1955 року після закінчення Дубнівського культосвітнього технікуму в Моквинську сільську бібліотеку направлено районним відділом культури завідувачкою Вознюк (Горбатюк) Лідію Вікторівну, 1937 року народження, яка народилась в с. Спасів Здолбунівського району Рівненської області. Книжковий фонд бібліотеки зріс до 2000 примірників книг, маленька 3 на 4 м кв. кімнатка в сільській раді, один стелаж, книжкова шафа, стіл і стілець, 150 читачів, — такою прийняла бібліотеку с. Моквин Лідія Вікторівна Вознюк.
До бібліотеки стала надходити нова література, нові газети і журнали. Стала заходити молодь, літні люди, хоч їх письменних мало в той час в селі було, проводили обговорення нових книг, читацькі конференції, залучали учнів, вчителів до читання, сама завідувачка йшла до людей на ферми, у ланки, бригади, проводила голосні читання та читацькі конференції.
Багато наших читачів, односельчан стали знатними людьми в різних галузях господарства, працюють не тільки в Україні, а й за її межами: юрист — Кондратюк Ганна Захарівна, професор Луцького педінституту — Гороть (Галагуз) Євгеніївна Іванівна, генерал — Походзіло Микола Давидович, полковник морських сил — Рудіон Борис Павлович і інші.
В 1963 році книжковий фонд бібліотеки становив 7110 примірників, читачів — 946. В 1965 році з перейменуванням села в селище, бібліотеку з сільської переведено в міську. З 1973 року в бібліотеці працювало два працівники: прийшла працювати Сосновчик (Славінська) Віра Іванівна 1953 року народження, уродженка с. Новий Моквин, а в 1975 році розширено приміщення бібліотеки, створено читальний зал, працювало 3 працівники. Круглик Валентина працювала до 1976 року. З 1976 року по 1998 рік працювало 2 працівники. В 1976 році бібліотеці було присвоєно звання «Бібліотека відмінної роботи». Працівники бібліотеки неодноразово були нагородженні «Похвальними грамотами» та дипломами районного відділу культури, обласного управління культури. З 1988 року по теперішній час бібліотека знаходиться в приміщенні Моквинської сільської ради, де створені всі належні умови для діяльності бібліотеки. Бібліотека займає три кімнати на першому поверсі. В 1990 році на базі Моквинської бібліотеки був проведений обласний семінар районних методистів.
Період перебудови характеризується занепадом бібліотечної справи, зокрема, зменшенням нових надходжень, скорочення штату працівників. Так, за 1995 рік до бібліотеки надійшло 130 екземплярів книг, за 1996-й — 55 екземплярів книг. З 1996 року по 2011 рік завідувачкою бібліотеки працювала Славінська Віра Іванівна. З 1998 року у бібліотеці працює один працівник. У кінці 2002 року в районі реорганізували бібліотечну мережу і створили нову централізовану систему публічно-шкільних бібліотек, тож від 2003 року книгозбірня почала працювати в нових умовах.
У 2011 році в рамках програми «Бібліоміст» Моквинська публічно-шкільна бібліотека-філія у другому раунді виграла конкурс «Організація нових бібліотечних послуг з використанням вільного доступу до Інтернету», згідно чого отримала комп'ютерну техніку: 3 комп'ютери, сканер, принтер та ліцензійне забезпечення. Бібліотека стала інформаційним центром села, до бібліотеки потягнулись як молодь, так і люди старшого покоління.
З вересня місяця 2011 року завідувачкою бібліотеки працює Шпоняк Лариса Іванівна, 1964 року народження, яка раніше працювала в Березнівській районній бібліотеці.
У лютому 2012 року публічно-шкільна бібліотека-філія с. Моквин була учасником регіонального семінару-практикуму «Організація в бібліотеках Пункту доступу громадян до інформації органів влади», який відбувся в м. Костополі, після чого на базі бібліотеки створений Пункт Доступу Громадян до інформації органів влади (ПДГ).
На сучасному етапі бібліотека успішно обслуговує читачів за допомогою нових інформаційних технологій. Книгозбірня у своєму користуванні має 4 одиниці комп'ютерної техніки, 3 одиниці копіювальної техніки. Вільним доступом до Інтернету в бібліотеці користуються всі користувачі бібліотеки, гості села. Кожен охочий може ефективно використовувати сучасні інформаційні технології для задоволення своїх інформаційних потреб, хобі, стати активним учасником соціальних мереж, спілкуватися за допомогою відеозв'язку з близькими та рідними, які проживають на відстані.
Бібліотека пропонує:
- книги українських та зарубіжних авторів, періодичні та електронні видання,
- безкоштовний INTERNET, Wi-Fi;
- сканування, ксерокопіювання та роздрук документів;
- навчання основам комп'ютерної грамотності та роботі в Інтернеті;
- масові заходи.

## Відомі особистості
- Кондратюк Андрій Іванович — сучасний український прозаїк, літературознавець. За останні два десятиліття написав і видав понад 20 книг. Лауреат премії «Благовіст».
- Чернюшок Анатолій Захарович — директор технічних наук.
- Кондратюк Володимир Олександрович — замісник міністра лісового господарства Російської Федерації.
- Кондратюк Ганна Захарівна — голова арбітражного суду в Івано-Франківську.
- Фіяло Ігор Володимирович — професіональний футболіст

#### 2015—2016рр.
За цей час село дуже змінилося. Було відкрито дуже багато магазинів та розпочало свою діяльність кафе «Ранчо».